# تاروش
تاروش (به مجاری:  Tarrós) یک منطقهٔ مسکونی در مجارستان است که در ناحیه هدی‌هات واقع شده‌است.